# Bumbarevo Brdo
Bumbarevo Brdo (en serbe cyrillique : Бумбарево Брдо) est un village de Serbie situé dans la municipalité de Knić, district de Šumadija. Au recensement de 2011, il comptait 459 habitants.

## Démographie
| 1948 | 1953 | 1961 | 1971 | 1981 | 1991 | 2002 | 2011 |
| ---- | ---- | ---- | ---- | ---- | ---- | ---- | ---- |
| 761  | 722  | 641  | 584  | 590  | 566  | 520  | 459  |

|  |